# Museu de Arte Contemporânea de Santiago

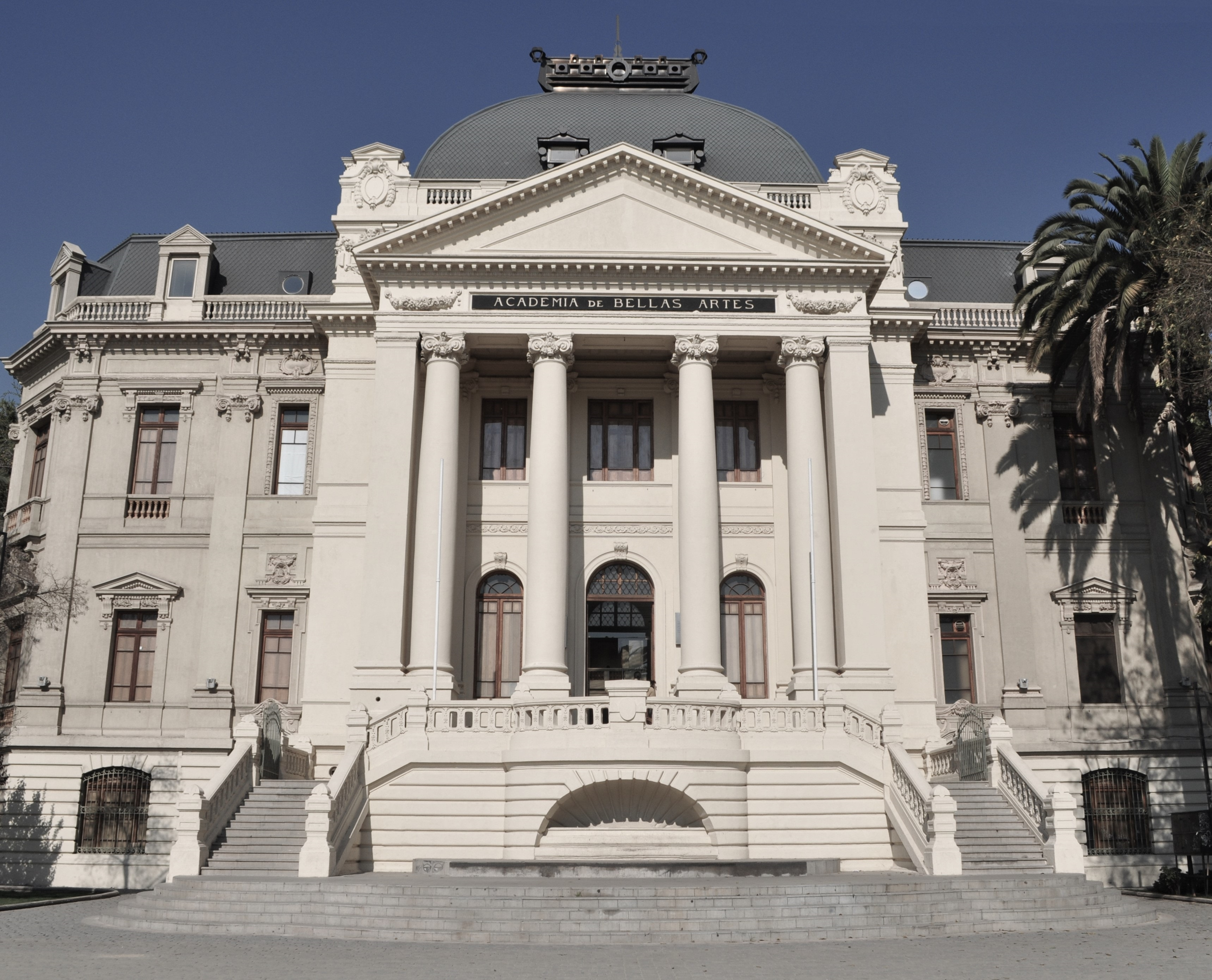
Fachada do Museu de Arte Contemporânea do Parque Forestal.

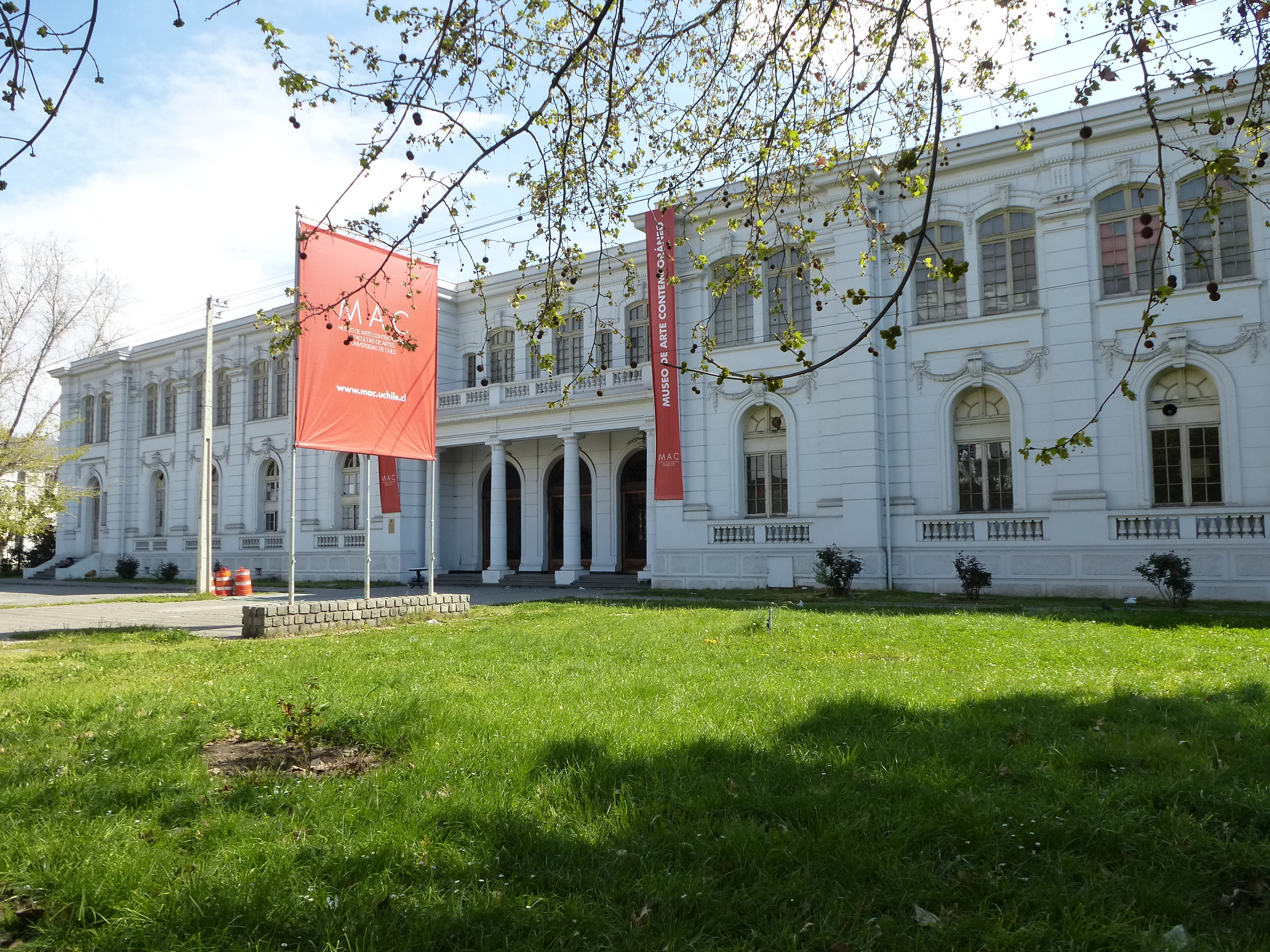
Fachada do Museu de Arte Contemporânea do Quinta Normal.

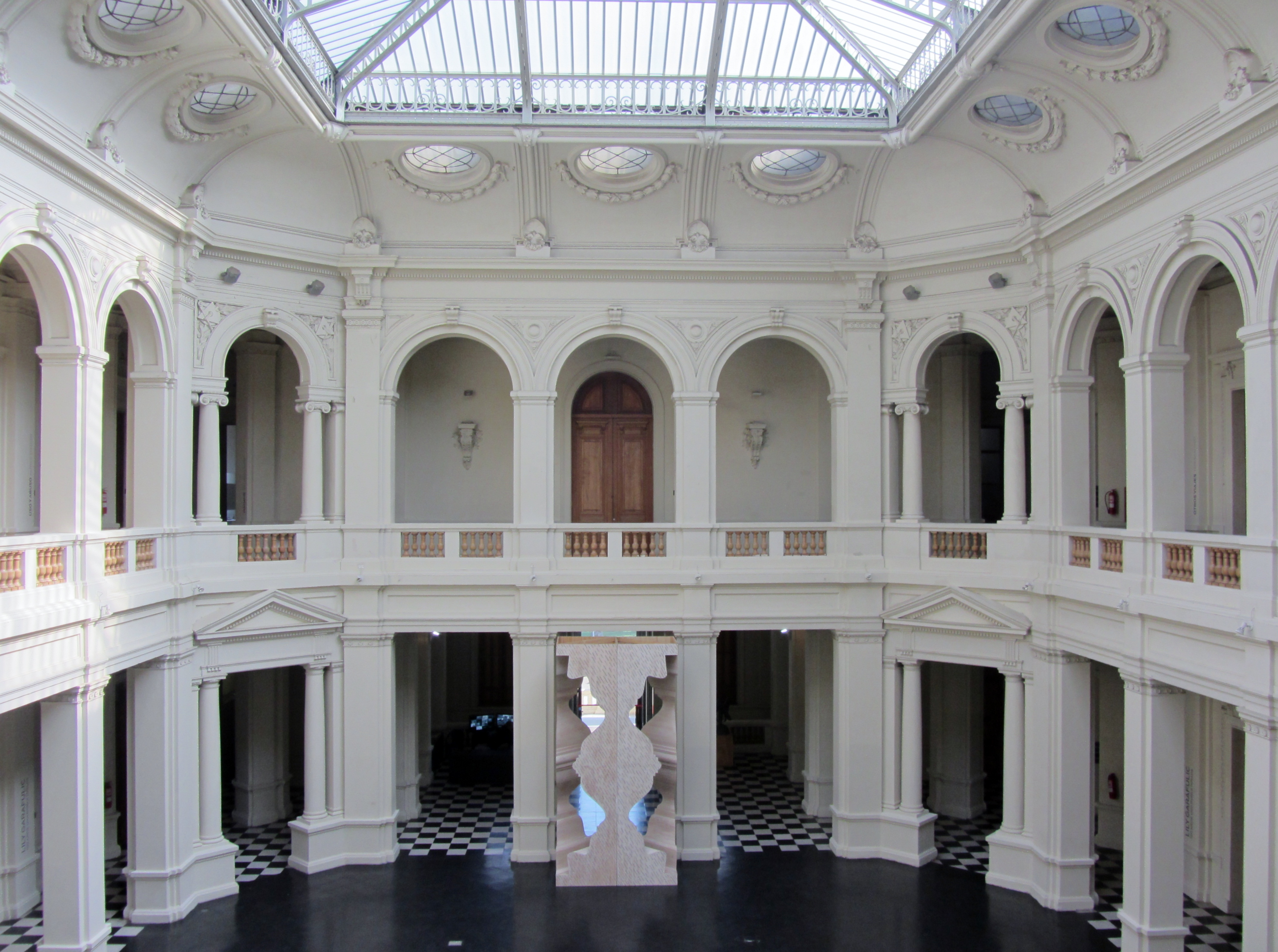
Interior do Museu de Arte Contemporânea do Parque Forestal.

O Museu de Arte Contemporânea (MAC) é uma instituição que depende da Faculdade de Artes da Universidade de Chile. Está localizado na cidade de Santiago de Chile, e tem dois sedes: uma atrás do Museo de Belas Artes de Chile no Parque Forestal, e outra na Quinta Normal. Foi inaugurado em 1947, como parte das políticas relacionadas à cultura que a Universidade do Chile desenvolveu desde a década de 1950, graças ao Instituto de Extensão de Artes Plásticas (IEAP).
Tem uma coleção de 3.000 obras de arte, com 2.000 gravados, 600 pinturas, 130 desenhos e aquarelas, e 80 esculturas. Entre suas obras, datadas do final do século XIX, existem obras de artistas chilenos, como Roberto Matta, Nemesio Antúnez, Matilde Pérez, Gracia Barrios e José Balmes. Além disso, existem obras de artistas internacionais como Oswaldo Guayasamin, Emilio Pettoruti, Friedensreich Hundertwasser, Isamu Noguchi, David Batchelor, Jesús Ruiz Nestosa e Dino Bruzzone.

## Arquitetura
MAC Parque Forestal
Em 1910 foi inaugurado o edifício neoclássico, projetado pelo arquiteto franco-chileno Emile Jecquier. Foi construído como uma obra comemorativa do Centenário da República do Chile, mas em um incêndio em 1969 foi deixado sem uso. A área onde o atual Museu de Arte Contemporânea está localizado, desde 1974, é onde a Escola de Belas Artes trabalhava. Em 1976, este edifício foi declarado Monumento Nacional.
MAC Quinta Normal
Foi instalado no Palácio de Versalhes, um edifício de estilo francês do início do século XX, localizado no Parque de Quinta Normal, projetado pelo arquiteto Alberto Cruz Montt, com intervenções subsequentes de arquitetos Cruzat-Kulczewski, em 1920. Foi originalmente criado para abrigar o Instituto da Sociedade Agrícola. Em 1934, ele foi transferido para a Universidade de Chile, e a Faculdade de Agronomia trabalhou lá, até 1970. A partir desse momento, o prédio foi entregue ao Serviço Metropolitano de Saúde do Oeste. Em 2005, o prédio foi transferido para o MAC.